# L'Opportuniste
Pour les articles homonymes, voir Opportunisme et L'Opportuniste (album).
Singles de Jacques Dutronc
Le Courrier du cœur
(1968) À tout berzingue
(1968)
L'Opportuniste est une chanson de Jacques Dutronc, sortie en single quatre titres en juillet 1968 comme premier extrait de l'album homonyme, paru la même année, puis rééditée en single deux titres en 1992. Dutronc la reprendra en 1992 lors de son passage au Casino de Paris et qui sortira en single et rencontrera un succès, se plaçant à la 21e place du Top 50 fin février 1993.
La version de 1968 s'est vendue à plus de 50 000 exemplaires, tandis que la version live de 1992 s'est vendue à plus de 30 000 exemplaires.

## Description
Jacques Dutronc, dans L'Opportuniste,  attaque les politiciens,.  « Je retourne ma veste, toujours du bon côté », « J'fais confiance aux électeurs, et j'en profite pour faire mon beurre ». La date et le texte indiquent que Jacques Dutronc s'en prend notamment aux hommes politiques faisant la récupération de mai 68.

### Reprises
En 1982, Indochine la reprend sur l'album L'Aventurier.
En 2014, Tryo la reprend sur l'album Né quelque part.
En 2015, Jacques Dutronc reprend la chanson avec Nicola Sirkis dans Joyeux anniversaire M'sieur Dutronc.
En 2022, Dutronc père et fils (Thomas Dutronc) rééditent la chanson en duo.

### Classements hebdomadaires
| Classement (1968)                       | Meilleure place |
| --------------------------------------- | --------------- |
| France (IFOP)                           | 12              |
| Belgique (Wallonie Ultratop 50 Singles) | 12              |

| Classement (1993) | Meilleure place |
| ----------------- | --------------- |
| France (SNEP)     | 21              |